# Calazio
Il calazio (dal greco "khalazion" che significa "piccolo chicco di grandine") è una cisti, precisamente un lipogranuloma, localizzata nella palpebra e dovuta all'infiammazione cronica della ghiandola di Meibomio a causa dell'ostruzione del dotto escretore della stessa. Il calazio si viene a formare con gradualità nel giro di poche settimane, localizzato nel mezzo della palpebra e spesso non doloroso. In alcuni casi la ghiandola che viene ad ostruirsi può essere la ghiandola di Zeis.
Un orzaiolo e una cellulite localizzata spesso possono apparire molto simili. Tuttavia un orzaiolo di solito compare in modo più improvviso, è estremamente doloroso e si verifica sul bordo della palpebra. Anche un processo di cellulite si caratterizza per l'intenso dolore. In genere il trattamento è basato inizialmente sull'applicazione di impacchi caldi. Se questo approccio è poco efficace, è possibile provare a iniettare steroidi nella lesione. Se il calazio è di grandi dimensioni, spesso il medico ne consiglia l'incisione e il drenaggio. 

## Cause
Il calazio può derivare da ogni disturbo che favorisce il blocco dei dotti delle ghiandole di Meibomio e di Zeis pertanto alla blefarite cronica, all'acne rosacea, alla dermatite seborroica, al tracoma, a infezioni virali della palpebra, a traumi o interventi chirurgici delle palpebre e a iperlipidemia. Più raramente può associarsi a tubercolosi o carcinoma squamocellulare o carcinoma microcistico. Se un calazio si ripresenta in una persona anziana, è necessario considerare queste ultime condizioni. Nei bambini una recidiva di calazio tende invece ad associarsi ad una congiuntivite virale.

## Epidemiologia
Il calazio è un disturbo comune le cui esatte incidenza e prevalenza non sono note. Si verifica in tutte le fasce di età ed è più comune nella popolazione adulta, in particolare tra i 30 e i 50 anni, presumibilmente perché gli alti livelli di ormoni androgeni aumentano la viscosità del sebo. È meno frequente negli anziani e bambini.

## Patogenesi
In soggetti predisposti l'ostruzione può derivare dalla secrezione di una ghiandola sebacea, in genere la ghiandola di Meibomio, preposta alla produzione dello strato oleoso delle lacrime. Il calazio si forma quando i prodotti di degradazione lipidica, secrezioni sebacee ritenute ed enzimi batterici penetrano nel tessuto circostante e provocano una risposta infiammatoria granulomatosa. Può insorgere come cronicizzazione di un orzaiolo.

## Clinica

### Segni e sintomi
Il calazio si presenta come un rigonfiamento all'interno o sul bordo della palpebra, ha un decorso meno acuto rispetto all'orzaiolo e generalmente è indolore. La congiuntiva può apparire iperemica. La palpazione della palpebra può evocare dolore. In alcune circostanze si può formare una crosta sul bordo esterno del rigonfiamento provocando piccoli fastidi all'occhio a causa dello sfregamento.

### Diagnosi
La diagnosi è clinica e si basa sulla raccolta anamnestica e sull'esame obiettivo. Normalmente non sono necessari esami di laboratorio o strumentali.

### Diagnosi differenziale
A differenza di un orzaiolo, che è un'infiammazione acuta, il calazio risulta meno doloroso e solitamente regredisce spontaneamente nel giro di 15-20 giorni; in casi più gravi può scomparire completamente dopo mesi.

### Complicanze
Un calazio di grosse dimensioni può provocare astigmatismo e dolore all'occhio a causa della pressione sulla cornea.

## Trattamento
L'applicazione di un collirio od un unguento antibiotico, per esempio a base di cloramfenicolo o acido fusidico, è spesso il primo approccio medico nel sospetto di un'infezione locale, ma può avere scarsa efficacia. Comunque il processo tende a scomparire autonomamente e senza ulteriori trattamenti nel giro di pochi mesi. Praticamente tutti i calazi si riassorbono entro due anni. Nel calazio in fase iniziale la guarigione può essere facilitata applicando bende tiepide per circa 15 minuti 4 volte al giorno. Il contemporaneo massaggio della cute sovrastante aiuta la regressione spontanea, perché promuove il drenaggio ammorbidendo le secrezioni sebacee che occludono il condotto e favorendo la liberazione del dotto escretore. Questi semplici accorgimenti favoriscono la regressione dell'infiammazione della Ghiandola di Meibomio. È importante evitare di toccare o spremere la cisti con le dita (le mani poco pulite possono provocare l'infezione).
Se il calazio continua ad ingrandirsi o non riesce a stabilizzarsi entro alcune settimane dall'inizio di trattamento, nelle lesioni più piccole può essere iniettato un farmaco steroideo, ad esempio triamcinolone.

### Chirurgico
Quando il calazio non regredisce, o quando insorgono complicanze, va rimosso chirurgicamente, generalmente con un'incisione all'interno della palpebra. È una procedura semplice che non richiede più di un quarto d'ora, generalmente eseguita in ambulatorio o in regime di day hospital. Ai bambini può essere somministrata l'anestesia generale per assicurare che rimangano immobili e non provochino lesioni agli occhi nel corso della procedura. L'anestesia locale si utilizza negli adulti e si pratica attraverso una piccola iniezione nella palpebra.
Il modo di intervenire dipende dalle dimensioni della cisti. Calazi relativamente piccoli vengono rimossi con accesso sotto la palpebra, per evitare cicatrici. Il chirurgo esegue una piccola incisione nella parte posteriore della palpebra, la solleva per accedere alla sua superficie posteriore e fa un'incisione di circa 3 mm proprio sopra il calazio; poi isola il granulo mediante una speciale pinza e rimuove il grumo; per alcuni minuti viene applicata un'adeguata pressione per interrompere l'eventuale emorragia. Non sono richiesti punti di sutura; poiché il taglio è eseguito sul retro della palpebra e non può essere visto, il risultato estetico non ne risente.
I calazi di dimensioni maggiori di solito si spingono fino al tessuto sottocutaneo della palpebra, perciò si preferisce rimuoverli attraverso un'incisione anteriore sulla palpebra, più rispettosa dell'integrità palpebrale. Anche in questo caso l'incisione è grande non più di 3 mm e viene eseguita immediatamente al di sopra del calazio. Il nodulo viene rimosso, e spesso viene tolto anche il tessuto limitrofo in modo che l'infezione non si propaghi ai tessuti circostanti. Infine si applica pressione sull'incisione per prevenire la trasudazione. La parte trattata viene poi suturata con punti sottili e poco visibili; i punti possono essere di tipo riassorbibile; in caso contrario vengono rimossi una settimana dopo l'intervento, ambulatorialmente.
Se l'intervento non è troppo demolitivo, la cute di solito va incontro a pronta e completa guarigione, spesso senza lasciare alcuna cicatrice visibile. A seconda della struttura del calazio, la procedura di escissione varia: mentre il materiale meno viscoso può essere facilmente rimosso con un'invasione minima, semplicemente perforando il calazio ed esercitando una pressione sul tessuto circostante, il materiale più organizzato e perciò più indurito richiede un'incisione più ampia, attraverso cui si può raschiare il contenuto. L'escissione di un calazio di grosse dimensioni può causare intorno alla palpebra ematomi visibili, che in genere si riassorbono nell'arco di tre o quattro giorni; l'edema che spesso vi si associa può invece persistere più a lungo.
Talvolta si ricorre all'applicazione di un collirio o pomata oftalmica antibiotica prima e dopo l'asportazione per evitare complicanze se la cisti dovesse essere infetta, ma non ha altra utilità.
Sebbene il calazio sia raramente pericoloso, è buona pratica sottoporre il tessuto asportato ad un esame istologico per escludere un possibile cancro.
Ai pazienti che assumono aspirina o altri farmaci con azione antiaggregante piastrinica (farmaci per "fluidificare" il sangue) si consiglia di sospenderli almeno una settimana prima dell'intervento, poiché potrebbero portare a sanguinamento incontrollabile. Per assicurarsi che il paziente sia in condizioni fisiche adeguate, si eseguono esami di routine comprendenti emocromo e prove di coagulazione del sangue.
Raramente i pazienti vengono ricoverati in ospedale dopo l'intervento. Avviene principalmente se si sono verificate complicazioni e il paziente deve essere monitorato in ambiente protetto. 

### Indicazioni post ricovero
La convalescenza e il processo di recupero è semplice e abbastanza veloce. La maggior parte dei pazienti manifesta un disagio molto lieve agli occhi che può essere facilmente controllato con farmaci antidolorifici. Si raccomanda di non far entrare acqua negli occhi fino a 10 giorni dopo l'intervento e di non ricorrere al trucco per almeno un mese dopo l'intervento. Il paziente può lavarsi, fare il bagno o la doccia, ma deve fare attenzione a mantenere l'area asciutta e pulita. L'uso di lenti a contatto nell'occhio interessato è vietato per almeno otto settimane per prevenire infezioni e complicanze.

## Prognosi
La prognosi è buona. Tuttavia quando un calazio tende a ingrandirsi, difficilmente si risolve spontaneamente e, una volta trattato, tende a ripresentarsi; occorre dunque adottare alcuni accorgimenti per prevenirlo.

## Prevenzione
Assicurarsi sempre che ogni oggetto che entri in contatto con palpebra ed occhio, ad esempio le lenti a contatto, sia accuratamente pulito. Lavarsi sempre le mani prima di toccare le palpebre. Può giovare un'appropriata dieta povera di lipidi ed alcool. La normale pulizia dell'occhio aiuta a mantenere puliti i dotti escretori delle ghiandole di Meibomio. In persone particolarmente predisposte si può provvedere mattina e sera ad una pulizia più accurata delle ciglia e delle palpebre con cotton fioc imbevuti di acqua calda o olio d'oliva o, in casi particolari, di shampoo per bambini. Per struccarsi, sono particolarmente sconsigliate le salviette; è meglio massaggiare delicatamente le palpebre con dischetti di cotone imbevuti di struccante bifasico.